# Prološko blato
Prološko blato este o arie protejată (sit de importanță comunitară — SCI) din Croația întinsă pe o suprafață de 766 ha, integral pe uscat.

## Localizare
Centrul sitului Prološko blato este situat la coordonatele 43°28′07″N 17°06′31″E / 43.468735°N 17.108701°E.

## Înființare
Situl Prološko blato a fost declarat sit de importanță comunitară în iulie 2013 pentru a proteja 5 specii de animale.

## Biodiversitate
Situată în ecoregiunea mediteraneană, aria protejată conține 3 habitate naturale: Turlough, Ape puternic oligomezotrofe cu vegetație bentonică cu Chara spp., Lacuri eutrofice naturale cu vegetație de tip Magnopotamion sau Hydrocharition.
La baza desemnării sitului se află mai multe specii protejate:
- nevertebrate (1): Austropotamobius pallipes
- pești (4): Chondrostoma phoxinus, zvârluga (Cobitis taenia), Phoxinellus spp., Squalius microlepis